# ドッグレッグ
ドッグレッグ（英: dogleg）とは、主にゴルフのコースの形状で、出発地（ティーグラウンド）から目的地（グリーン）の途中で犬の足のように左右に曲がっていることをいう。直訳では「犬の足」。
そのため、直接ホールを狙う場面があるが、多くの場合障害物（樹木、砂＝バンカー、池など）に遮られて失敗しがちである。